# Labeobarbus aeneus
Labeobarbus aeneus är en fiskart som först beskrevs av William John Burchell 1822.  Labeobarbus aeneus ingår i släktet Labeobarbus och familjen karpfiskar. IUCN kategoriserar arten globalt som livskraftig. Inga underarter finns listade i Catalogue of Life.